# وحدة (علم نفس)

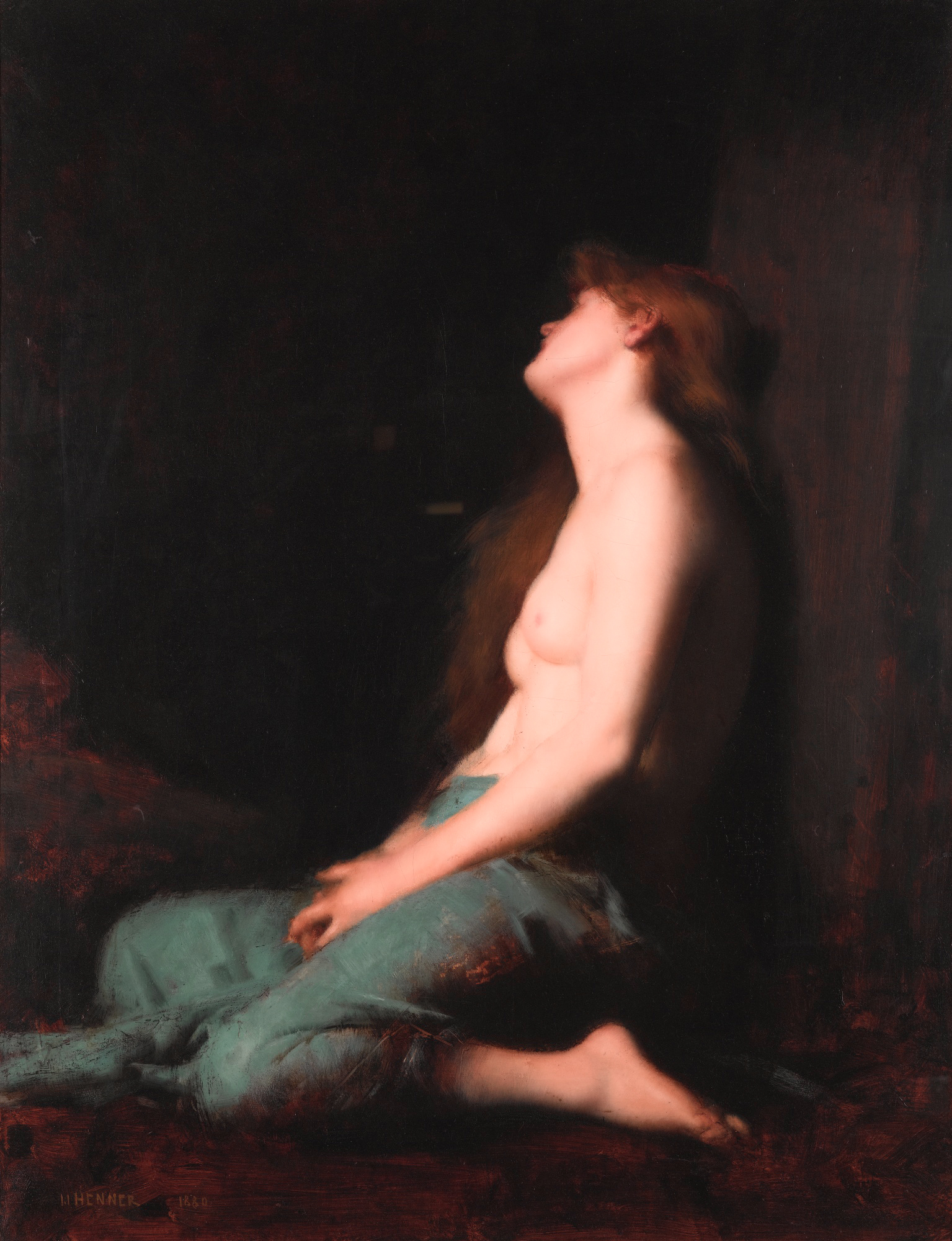
العزلة للرسام جان جاك هينر

الوحدة استجابةٌ شعوريةٌ أليمة للعزلة المحسوسة. توصف الوحدة أيضًا على أنها ألم نفسي، آلية نفسية تحفّز الأفراد على السعي خلفَ التواصل الاجتماعي. غالبًا ما تقترن بافتقارٍ غير مرغوب به للاتصال والحميمية. تتداخل الوحدة مع الانعزال لكنها مستقلة عنه رغم ذلك. الانعزال ببساطة هو حالة الكينونة منعزلًا عن الآخرين، ولا يشعرُ كل من يختبر الانعزال بالوحدة. باعتبارها شعورًا ذاتيًا، يُمكن أن يشعر المرء بالوحدة حتى وهو محاط بأناس آخرين، فالشخص الذي يشعرُ بالوحدة وحيد. تختلف أسباب الوحدة، وتشمل عوامل اجتماعية ونفسية وشعورية وبيئية.
أظهرت الأبحاث أن الوحدة توجد في كافة أطياف المجتمع، بما في ذلك بين الأشخاص المتزوجين إلى جانب المنخرطين في علاقاتٍ متينة وأصحابِ الحيوات المهنية الناجحة. يعيش معظم الناس الوحدة في مرحلة ما من حيواتهم، ويشعرُ البعض في غالب الأوقات. باعتبارها شعورًا قصير المدى، قد تكون الوحدة نافعة، فهي تحث على إنماء العلاقات. أما الوحدة المزمنة من ناحية أخرى، فيشيعُ اعتبارها مؤذية، واستنتجت أعداد كبيرة من المراجعات والدراسات التلوية أنها عامل خطر جسيم يسفر عن نتائج رديئة في الصحة النفسية والجسدية.
الوحدة موضوعة من موضوعات الأدب منذ زمن بعيد يرجع إلى ملحمة جلجامش. ومع ذلك، فقد كانت الدراسات الأكاديمية حول الوحدة شحيحة حتى أواخر القرن العشرين. في القرن الحادي والعشرين، تزايد الاعتراف بالوحدة على أنها مشكلة اجتماعية، إذ صارت كلا المنظمات غير الحكومية والجهات الفاعلة الحكومية تسعى لتناولها.

## الوحدة
تستجيب الوحدة للعزلة و هي عاطفة معقدة ومؤلمة و عادة يتضمن الشعور بالوحدة مشاعر القلق حول عدم الاتصال أو التواصل مع الكائنات الأخرى، سواء كان في الحاضر أو في المستقبل و لذلك، يمكن الشعور بالوحدة حتى عندما تكون محاط بأشخاص آخرين وتختلف أسباب الوحدة وتشمل : العوامل الاجتماعية والعقلية و العاطفية والجسدية.
أظهرت الأبحاث أن الوحدة منتشرة في المجتمع ، بما فيه الزواج والعلاقات والعائلات والمحاربين القدماء ومن لديه حياة مهنية ناجحة. لقد مرت مدة طويلة منذ استكشاف موضوع أدب البشر منذ العصور الكلاسيكية القديمة. وصفت الوحدة بأنها ألم اجتماعي وتهدف آلية النفسية لتحفيز الفرد للحصول إلى التواصل الاجتماعي. عادة ما يكون تعريف الوحدة من حيث اتصال الشخص بالآخرين، أو على نحو أكثر تحديدا «تحدث التجربة المؤلمة عندما تكون شبكة العلاقات الاجتماعية لشخص ما ناقصة بطريقة ما».

## الأسباب الشائعة
يمكن للناس أن يشعروا بالوحدة لأسباب عديدة، وقد تسببها العديد من أحداث الحياة، مثل عدم وجود علاقات الصداقة أثناء الطفولة والمراهقة ، أو الغياب الجسدي لأشخاص ذوي معنى حول الشخص وفي الوقت نفسه، قد يكون الشعور بالوحدة أحد أعراض مشكلة اجتماعية أو نفسية أخرى، مثل الاكتئاب المزمن.
يشعر الكثير من الناس بالوحدة عند تركهم وحدهم كرضع لأول مرة وعلى الرغم من أنه عادة ما يكون مؤقتًا، أنه من الشائع جدا أن يكون نتيجة الانفصال أو الطلاق أو خسارة أي علاقة مهمة وطويلة المدى. و في هذه الحالات، قد ينجم من فقدان شخص معين ومن الانسحاب من دوائر العلاقات الاجتماعية التي قد تكون بسبب مناسبة أو الحزن المصاحب لها .
عادة ما يؤدي فقدان شخص مهم في حياة المرء إلى الاستجابة للحزن . في هذه الحالة، قد يشعر المرء بالوحدة، حتى عندما تكون محاط بأشخاص آخرين. و قد يأتي أيضًا الشعور بالوحدة بعد ولادة الطفل (غالبًا ما يتم التعبير عنه باكتئاب ما بعد الولادة) ، أو بعد الزواج ، أو بعد أي حدث ضار اجتماعيًا، مثل الانتقال من مسقط رأس الفرد إلى مجتمع غريب، مما يؤدي إلى الحنين إلى الوطن ويمكن أن يأتي الشعور بالوحدة في حالات الزواج غير المستقرة أو العلاقات الحميمة الأخرى ذات الطبيعة المشابهة، والتي قد تتضمن المشاعر الحالية الغضب أو الشعور بالاستياء، أو التي لا يمكن من خلالها تبادل الشعور بالحب. و قد تمثل الوحدة من خلل في التواصل، ويمكن أن ينتج أيضًا عن الأماكن ذات الكثافة السكانية المنخفضة حيث يوجد عدد قليل نسبيا من الناس للتفاعل معهم ويمكن اعتبار الوحدة على أنها ظاهرة اجتماعية قادرة على الانتشار مثل المرض. و عندما يبدأ شخص أن يشعر بالوحدة في المجموعة، من الممكن أن ينتشر هذا الشعور إلى الآخرين، وتزيد من خطورة أن يشعر الجميع بالوحدة. يمكن أن يشعر الأشخاص بالوحدة حتى عندما يكونوا محاطين بأشخاص آخرين.
وجدت دراسة التوأم أدلة على أن علم الوراثة يمثل حوالي نصف الاختلافات القابلة لقياس الوحدة بين البالغين، والتي كانت مشابهة لتقديرات الوراثة الموجودة سابقاً لدى الأطفال. تعمل هذه الجينات بطريقة مشابهة في الذكور والإناث. لم تجد الدراسة أي مساهمات بيئية مشتركة في الوحدة لدى البالغين.

### الوجودية
لطالما نُظر إلى الوحدة على أنها حالة كليّة يشعر بها الجميع إلى حدٍ معتدل على أقل تقدير. من هذا المنظور، فلا بدّ من درجة ما من الوحدة لأن قيود الحياة البشرية تعني أنه من المستحيل لأي شخص أن يلبي باستمرار حاجته المتأصلة للتواصل. كتب أساتذة من بينهم مايكل أيه. كارتر وبين لازار ميجوسكوفيتش كتبًا ومقالاتٍ تتعقب المنظور الوجودي وعديد الكُتّاب الذين تكلموا عنه عبر التاريخ. كثيرًا ما يُناقَش مقال توماس وولف الصادر في ثلاثينيات القرن الماضي رجل الله الوحيد في هذا الصدد، إذ يجادل وولف في أن الكل يتصور نفسه وحيدًا بطريقة خاصة يتفرّد بها، بينما في الحقيقة يعاني كل شخص أحيانًا من الوحدة. في حين يوافقون على أنّ تخفيف الوحدة يمكن أن يكون أمرًا جيدًا، يميل معتنقو النظرة الوجودية إلى التشكيك في أن جهودًا كهذه يمكنها أن تكون ناجحة بالكامل أبدًا، رائين مستوًى ما من الوحدة حتميًا وحتى نافعًا على حد سواء، إذ يمكنه مساعدة الناس على تقدير متعة الحياة.

### الثقافية
تُناقَش الثقافة باعتبارها سببًا للوحدة من ناحيتين. قد يشعر المهاجرون بالوحدة نتيجة لفقدانهم ثقافتهم الأم. وجدت الدراسات أن هذا الأثر يمكن أن يكون قويًا بصورة خاصة بالنسبة للطلاب من الدول الأسيوية ذات الثقافة الجماعية، وقتما يجيئون للدراسة في جامعات في دول أكثر فردانية ناطقة بالإنجليزية. تُرى الثقافة أيضًا سببًا للوحدة من ناحية أن الثقافة الغربية ربما كانت مساهمة في الوحدة منذ أن بدأ التنوير بتفضيل الفردانية على القيم المجتمعية القديمة.

### الافتقار إلى العلاقات البنّاءة
بالنسبة للعديد من الأشخاص، لم تقدم العائلات الأصل علاقات بناء الثقة المطلوبة لبناء ذِكر يدوم مدى الحياة وحتى في الذاكرة بعد وفاة عزيز. قد يكون هذا نتيجة لنمط التنشئة، والتقاليد، ومشاكل الصحة العقلية بما فيها اضطرابات الشخصية والبيئات العائلية المؤذية. يكون النفور الديني حاضرًا في بعض الأوقات.
يؤثر هذا في قدرة الأفراد على معرفة أنفسهم، وتقييم أنفسهم، والاتصال بالآخرين أو فعل ذلك بمشقة عظيمة.
تتغاضى النصائح الطبية أو النفسية القياسية التي توصي بالتقاء الأصدقاء أو العائلة والاختلاط الاجتماعي عن كل هذه العوامل والعديد غيرها. لا يكون هذا ممكنًا دائمًا وقتما لا يوجد شخص متاح للاتصال به وثمة عجز عن الاتصال من دون المهارات والمعرفة المتعلقة بكيفية الاستمرار. مع مرور الوقت، قد يصبح الشخص يائسًا أو قد يطور فُتورًا بسبب عدد المحاولات الكبير، أو حالات الفشل، أو حالات الرفض الناجمة عن نقص المهارات الشخصية.
نظرًا لأن معدل الشعور بالوحدة يزداد سنويًا بين أناس من كل المجموعات العمرية وبصورة مزيدة بين كبار السن، وبوجود آثار جسدية ونفسية ضارة، فثمة حاجة لإيجاد طرق جديدة لربط الناس بعضهم ببعض ولا سيما في وقت صار الغالب الأعمّ من الانتباه البشريّ فيه مركزًا على الأجهزة الإلكترونية، إنه تحدٍ.

### خسارة علاقة
الوحدة نتيجة بالغة الشيوع، وإن كانت مؤقتة في الغالب، لإنهاء علاقة أو فقدان شخصٍ ما. عادةً ما يبدأ فقدان شخصٍ هامٍ في حياة المرءِ استجابة فجع، وفي هذي الحال، قد يشعر المرء بالوحدة، حتى وإن كان في صحبة الآخرين. قد تنجم الوحدة عن تفكّك المجموعة الاجتماعية للشخص، يخالطها أحيانًا الحنين إلى الوطن، الذي ينتج عن انتقال الأشخاص إلى مكان بعيد للعمل أو الدراسة.

### موقفية
يمكن أن تتسبب جميع أصناف المواقف والأحداث بالشعور بالوحدة، ولا سيما عندما يرافقها عرائك شخصية معينة لأفراد حسّاسين. مثلًا، يُرجح أن يشعر شخصٌ منفتح واجتماعيّ للغاية بالوحدة إذا ما عاش في مكان ذي كثافة سكانية منخفضة، حيث ثمة أشخاص أقل يمكنه التفاعل معهم. يمكن للوحدة أن تنجم أحيانًا حتى عن أحداثٍ قد يُتوقع عادة أن تخففها: مثل ولادة طفل (إذا كان ثمة حالة بليغة من اكتئاب ما بعد الولادة) أو بعد الزواج (ولا سيما إذا ما ظهر أن الزواج غير مستقر، أو معرقلٌ للغاية للعلاقات السابقة، أو بارد عاطفيًا). بالإضافة إلى التأثر بأحداث خارجية، يمكن للشعور بالوحدة أن يتفاقم نتيجة حالات صحة نفسية مسبقة الوجود مثل الاكتئاب المزمن والأرق.

### تخليد الذات
يمكن للوحدة طويلة المدى أن تسبب أنماطًا مختلفة من الإدراك الاجتماعي غير المتكيّف، مثل اليقظة المفرطة والحرج الاجتماعي، التي يمكنها جعل الحفاظ على العلاقات الموجودة مسبقًا أو إنشاء علاقاتٍ جديدةٍ أصعب على الأفراد. وجدت دراسات مختلفة أن العلاج الذي يستهدف معالجة هذا الإدراك غير المتكيف هي الطريقة الوحيدة الأكثر فعالية للتدخل من أجل تخفيف الوحدة، وإن كانت لا تنجح دائمًا مع الجميع.